# لورنس فيرميجل
لورنس فيرميجل هو لاعب كرة قدم بلجيكي في مركز الوسط، ولد في 3 فبراير 1997 في بلجيكا. لعب مع لوميل يونايتد ونادي جينك.

## وصلات خارجية
- لورنس فيرميجل على موقع قاعدة بيانات كرة القدم.إي يو (الإنجليزية)
- لورنس فيرميجل على موقع Soccerway.com (الإنجليزية)